# Eric Veulliet

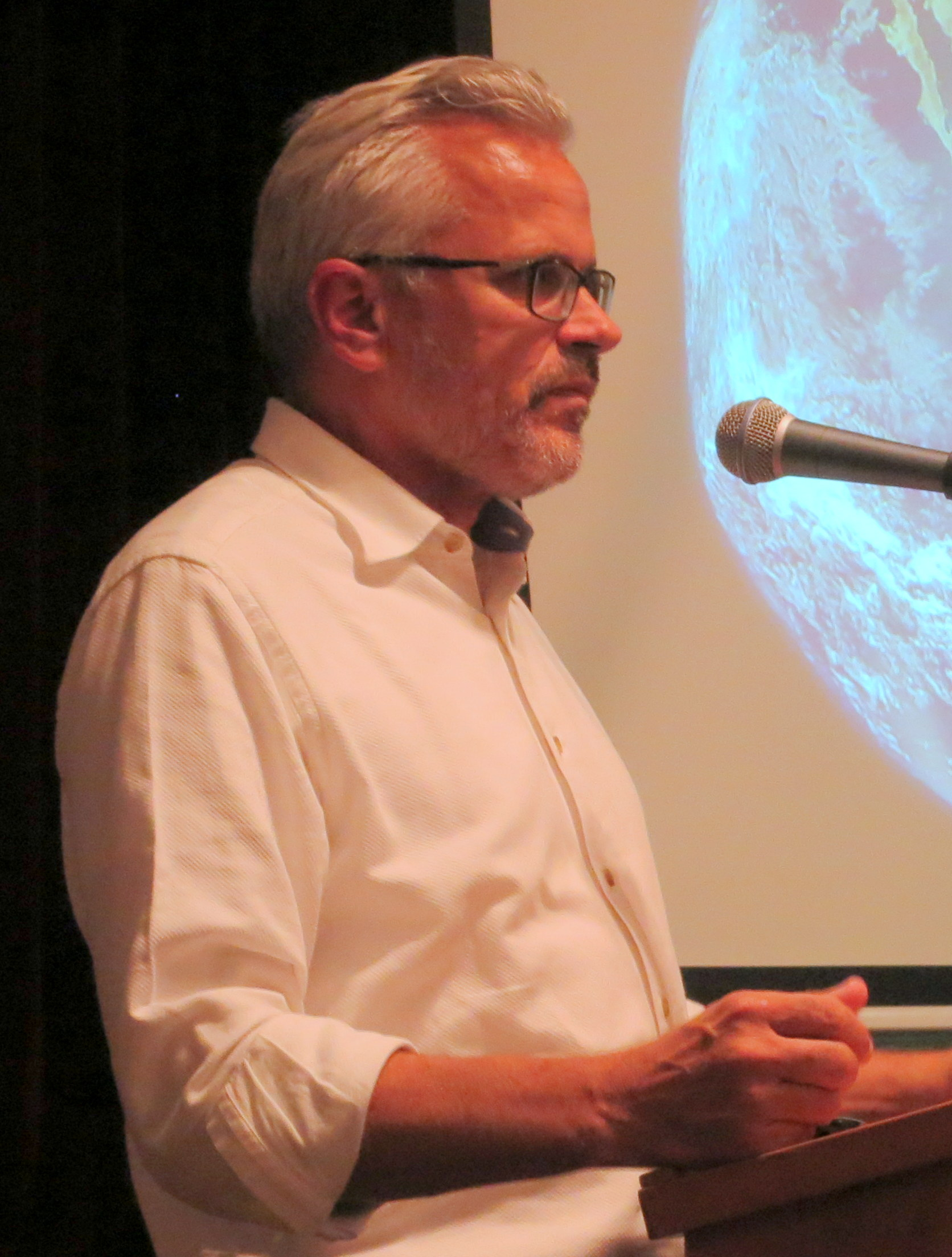
Eric Veuillet 2018 bei einem Vortrag in Freising

Eric J. Veulliet  (* 30. Mai 1963 in Karlsruhe) ist ein deutscher Geologe und Hochschullehrer, der seit 1. Oktober 2017 Präsident der Hochschule für angewandte Wissenschaften Weihenstephan-Triesdorf ist.

## Leben und Wirken
Eric Veulliet besuchte Schulen in Deutschland und Frankreich, darunter die Europäische Schule in Karlsruhe. Er machte das Abitur in Coburg und absolvierte anschließend den Wehrdienst. Das Studium der Geologie schloss er an der Julius-Maximilians-Universität Würzburg ab. Am Lehrstuhl für Angewandte Geologie der Technischen Universität Karlsruhe, im Fachbereich Hydrogeologie, wurde er zum Doktor rer. nat. promoviert, woraufhin er zahlreiche Tätigkeiten im Umweltbereich ausübte. Er arbeitete bei verschiedenen Unternehmen als Projekt- und Bereichsleiter oder Geschäftsführer. 
Ehrenamtlich engagiert sich Veulliet als Vorstandsmitglied im Verein „Klima-Schützen“, den er selbst gegründet hat, um die Öffentlichkeit über den Klimawandel und die Folgen zu informieren. Außerdem ist er Mitglied des Beratungsausschusses im „Center for Disaster Management and Risk Reduction Technology“ des KIT in Karlsruhe.
Sein beruflicher Lebenslauf mit vielen Stationen zeigt, dass er sehr vielseitig ist. 2002 hat er in Innsbruck die alpS GmbH gegründet, war dort bis Ende September 2017 alleiniger Geschäftsführer, hat für die Forschungen zu Klimawandel, Energie und Ressourcen Drittmittel eingeworben und mit der Universität Innsbruck hervorragend zusammengearbeitet.
Von 2011 bis 2014 hatte er einen Lehrauftrag am Institut für Geographie an dieser Universität inne.
AlpS – Centre for Natural Hazard and Risk Management (2002–2009)
Nach der Lawinenkatastrophe von Galtür 1999 wurde das alpS Zentrum als „Kplus-Zentrum für Naturgefahren-Management“ in Innsbruck gegründet. Die wesentlichen Aufgaben dieser Plattform bestanden darin, einen Beitrag zur nachhaltigen Sicherung des alpinen Lebens- und Wirtschaftsraums zu leisten. In der siebenjährigen Kplus-Förderphase warb Veulliet zusammen mit seinem Team viele Millionen Euro an Projektvolumen an, um in Kooperationen mit Partnern aus der Wissenschaft und Wirtschaft praxisnahe F&E-Projekte umzusetzen. Wesentliche Aufgaben des alpS waren in dieser ersten Förderphase die Entwicklung neuer Strategien, Technologien und Systeme zum verbesserten Umgang mit Naturgefahren sowie zur Abschätzung des aktuellen und zukünftigen Gefährdungspotenzials.
AlpS – Centre for Climate Change Adaptation (2010–2018)
Veulliet und seinen Team gelang es 2010, ein neues öffentlich gefördertes Kompetenzzentrum an das alpS zu holen. Mit dem COMET-Zentrum „alpS - Centre for Climate Change Adaptation“ wurde der Grundstein für ein in Österreich einmaliges transdisziplinäres Forschungs- und Beratungszentrum gelegt. Insgesamt wurden seit 2010 über 150 Projekte umgesetzt. Die inhaltlichen Schwerpunkte reichten vom Wasser-, Ressourcen-, Energie- und Risikomanagement unter klimatisch veränderten Rahmenbedingungen bis hin zu Lösungen beim Umgang mit Klimawandelfolgen in Gebirgsräumen und Maßnahmen zur Anpassung. 
Neue Herausforderung
Im Herbst 2017 wurde Veulliet Präsident der Hochschule für angewandte Wissenschaften Weihenstephan-Triesdorf.

## Präsident an der HSWT

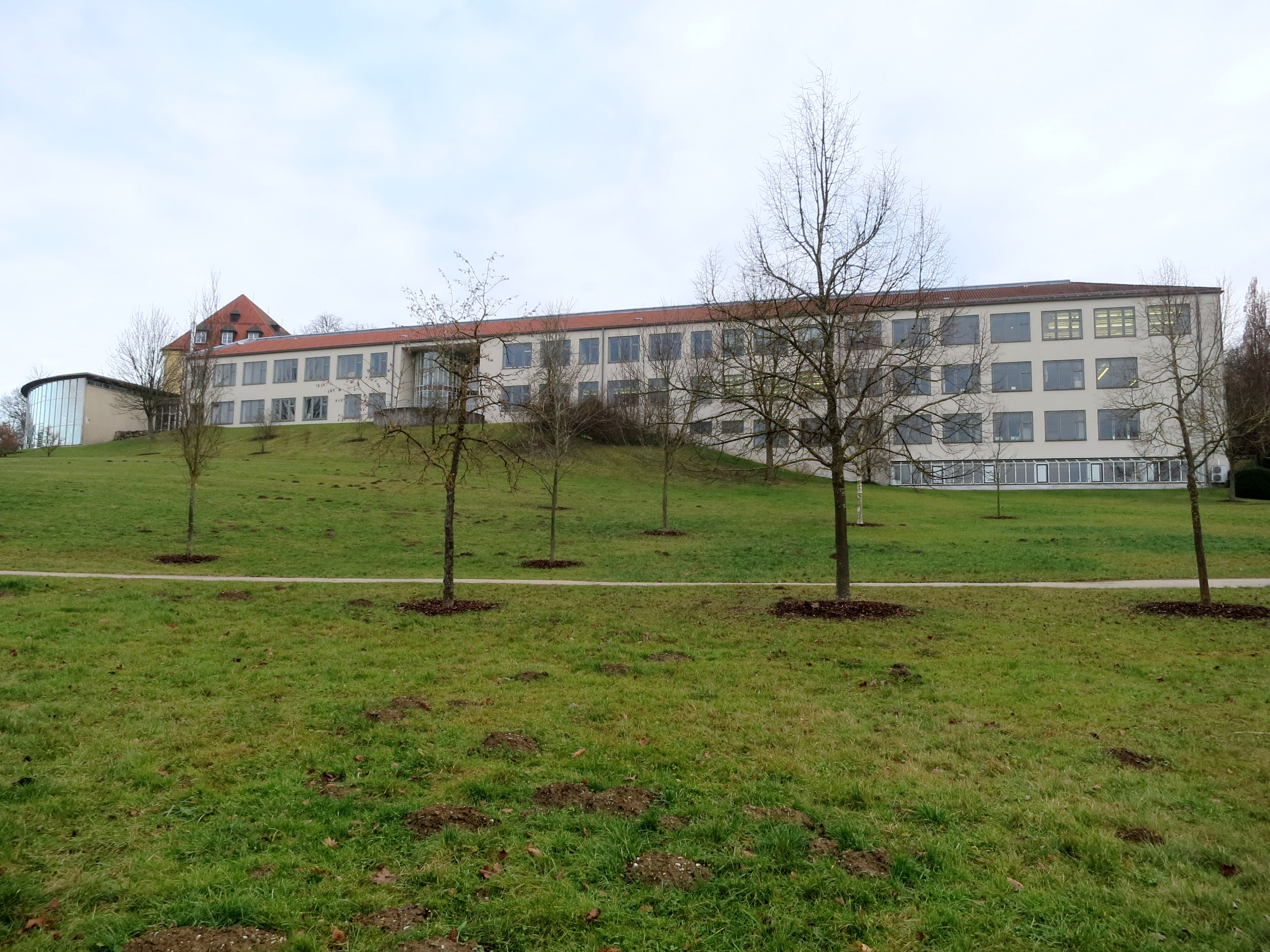
Auf dem Berg liegt der alte Teil der HSWT.

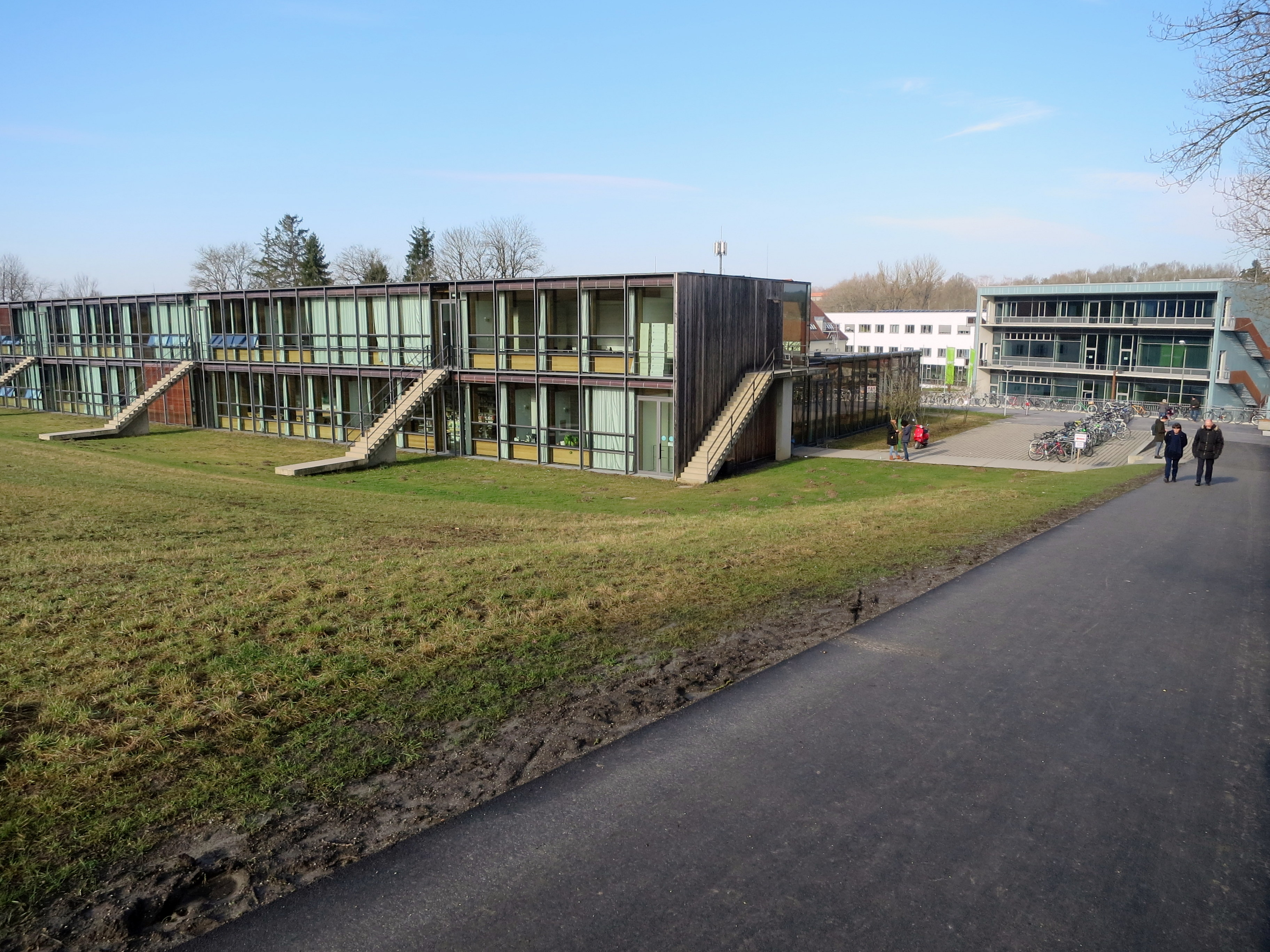
Im Tal liegen die neuen Hörsäle und das „Zentrum naturwissenschaftliche Grundlagen“.

### Hochschule für angewandte Wissenschaften (HaW)
An der Hochschule Weihenstephan - Triesdorf – mit ihrem Campus in Weihenstephan in Freising (Oberbayern) und dem zweiten Campus in Triesdorf (Mittelfranken) sowie den Standorten in Straubing (am Campus Straubing der TU München) und Schlachters (Bodensee) – sind im Wintersemester 24/25 5734 Studierende eingeschrieben. Die Hochschule unterteilt sich in fünf Fakultäten am Campus Weihenstephan: Nachhaltige Agrar- und Energiesysteme, Bioingenieurwissenschaften, Gartenbau - und Lebensmitteltechnologie, Landschaftsarchitektur und Wald und Forstwirtschaft, sowie zwei Fakultäten am Campus Triesdorf: Landwirtschaft, Lebensmittel und Ernährung sowie Umweltingenieurwesen. An diesen Fakultäten werden aktuell über 19 Bachelorstudiengänge, 13 Masterstudiengänge davon 8 mit internationaler Ausrichtung sowie 14 duale Studiengänge angeboten. 

### Ziele
Veulliet setzte sich zum Ziel, die beiden Standorte und die sieben Fakultäten der Hochschule näher zusammenzubringen und aus der HWST „eine Hochschule“ zu machen. Grundlage dafür ist ein Hochschulentwicklungsplan, um die Attraktivität der „HaW Weihenstephan-Triesdorf“ zu stärken, die Kooperation mit der TUM zu verbessern, sozusagen einen „Neuanfang“ zu wagen und mit TUM-Präsident Wolfgang A. Herrmann „an einem Strick [zu] ziehen – und zwar in die gleiche Richtung“.

## Auszeichnungen
- Als Zeichen der Wertschätzung ernannte Rektor Tilmann Märk den langjährigen Geschäftsführer der AlpS, Eric Veulliet, bei der Verabschiedung zum Siegelträger der Uni Innsbruck.[5]

## Publikationen
- Siehe: Katalog der Deutschen Nationalbibliothek abgerufen am 16. Januar 2018